# Hyundai Merchant Marine
Hyundai Merchant Marine (HMM) è una compagnia di trasporti marittima e logistica integrata sudcoreana nata nel 1976; con più di 50 rotte via mare, operante con 138 navi in oltre 100 porti. È la 15ª più grande azienda di navi-container al mondo in termini di capacità.